# Bugula philippsae
Bugula philippsae är en mossdjursart som beskrevs av Harmer 1926. Bugula philippsae ingår i släktet Bugula och familjen Bugulidae. Inga underarter finns listade i Catalogue of Life.